# Henri Luyten

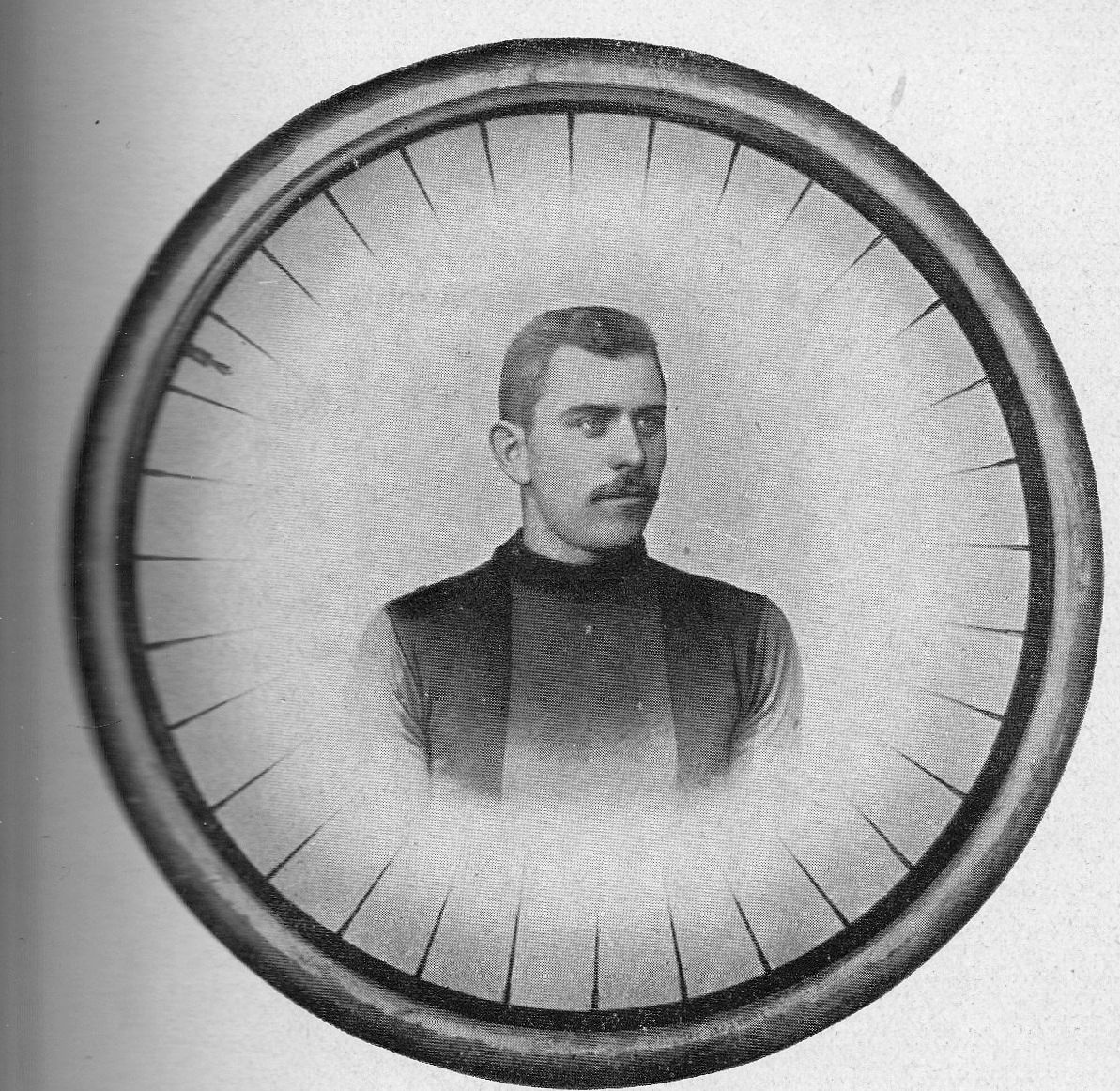
Henri Luyten (1916)

Henri Luyten (ur. 1 sierpnia 1873 w Koningshooikt, zm. 28 września 1954 w Boechout) – belgijski kolarz torowy i szosowy, srebrny medalista torowych mistrzostw świata.

## Kariera
Największy sukces w karierze Henri Luyten osiągnął w 1895 roku, kiedy zdobył srebrny medal w wyścigu ze startu zatrzymanego zawodowców podczas torowych mistrzostw świata w Kolonii. W zawodach tych wyprzedził go jedynie Brytyjczyk Jimmy Michael, a trzecie miejsce zajął reprezentant gospodarzy Hans Hofmann. W tej samej konkurencji Luyten również srebrny medal na mistrzostwach Europy w 1897 roku, ulegając jedynie Austriakowi Franzowi Gergerowi. Startował również w wyścigach szosowych, wygrywając między innymi wyścig Rotterdam - Utrecht - Rotterdam w 1896 roku oraz trzykrotnie zdobywając tytuł mistrza Belgii w wyścigu ze startu wspólnego (1894, 1895 i 1896). Nigdy nie wystąpił na igrzyskach olimpijskich.